# Richard Benedict
Pour les articles homonymes, voir Benedict.
Richard Benedict (Palerme, 8 janvier 1920 – Los Angeles, 25 avril 1984), est un acteur et réalisateur américain.

## Biographie
En tant que réalisateur, il a surtout œuvré à la télévision pour des séries comme Hawaï police d'État, Drôles de dames ou L'Homme de fer, pour ne citer que les plus emblématiques.
- Il est le père de l'acteur Nick Benedict (en).

## Filmographie sélective en tant qu'acteur
- 1944 : La Victoire des ailes (Winged Victory) de George Cukor : Drunken Seaman
- 1945 : Voyez mon avocat (See My Lawyer) d'Eddie Cline : Joe Wilson
- 1945 : Le Commando de la mort (A Walk in the Sun) de Lewis Milestone : Pvt. Tranella
- 1946 : Les Héros dans l'ombre (O.S.S.) d'Irving Pichel : Bernay
- 1946 : Quelque part dans la nuit (Somewhere in the Night) de Joseph Mankiewicz : Sergeant
- 1946 : Amoureuse (Till the End of Time) d'Edward Dmytryk : The Boy From Idaho
- 1947 : Backlash (en) d'Eugene Forde : Det. Sgt. Tom Carey
- 1947 : Coupable ou non coupable (The Guilt of Janet Ames) d'Henry Levin : Joe Burton
- 1947 : Feux croisés (Crossfire) d'Edward Dmytryk : Bill Williams
- 1948 : The Arizona Ranger (en) de  Jack Rawlins : Ranger Gills
- 1948 : La Nuit désespérée (en) (Race Street) d'Edwin Marin : Sam
- 1948 : Tripot (en) (Smart Girls Don't Talk) de Richard Bare : Cliff Saunders
- 1949 : Jenny, femme marquée (Shockproof) de Douglas Sirk : Kid
- 1949 : Homicide (en) de Felix Jacoves : Nick Foster
- 1949 : Graine de faubourg (City Across the River) de Maxwell Shane : Gaggsy Steens
- 1949 : Streets of San Francisco de George Blair : Henry Walker
- 1949 : Omoo-Omoo the Shark God (en) de   Leon Leonard : Mate Richards
- 1949 : La Scène du crime (Scene of the Crime) de Roy Rowland : Turk Kingby
- 1949 : Une incroyable histoire (The Window) de Ted Tetzlaff : Drunken seaman
- 1949 : Post Office Investigator (en) de George Blair : Louis Reese
- 1949 : Angels in Disguise (en) de Jean Yarbrough : Miami
- 1950 : Destination Big House (en) de George Blair : Joe Bruno
- 1950 : State Penitentiary de Lew Landers : Mike Gavin
- 1950 : Triple Trouble (en) de Jean Yarbrough : Skeets O'Neil
- 1950 : Rookie Fireman (en) de Seymour Friedman : Al Greco
- 1951 : Les Révoltés de Folsom Prison (en) (Inside the Walls of Folsom Prison) de Crane Wilbur : Convict Tom McCain
- 1951 : Le Gouffre aux chimères (Ace in the Hole) de Billy Wilder : Leo Minosa
- 1951 : Let's Go Navy! (en) de William Beaudine : Red
- 1952 : Okinawa (en) de Leigh Jason : Delgado
- 1952 : Au royaume des crapules (Hoodlum Empire) de Joseph Kane : Silky Tanner
- 1952 : Breakdown (en) d'Edmond Angelo (en) : Harry 'Punchy' Adams
- 1952 : Woman in the Dark (en) de George Blair : Gino Morello
- 1953 : Jalopy (en) de William Beaudine : Tony Lango
- 1953 : Le Jongleur (The Juggler) d'Edward Dmytryk : Police Officer Kogan
- 1953 : Murder Without Tears (en) de William Beaudine : Joe 'Candy Markwell' Martola
- 1953 : Run for the Hills (en) de Lew Landers : 'Happy' Day
- 1953 : Un acte d'amour d' Anatole Litvak : Pete
- 1955 : Ange ou Démon (The Shrike) de José Ferrer : Gregory, Male Nurse
- 1955 : Spy Chasers (en) d'Edward Bernds : Boris
- 1955 : Wiretapper (en) de Dick Ross : Gang chauffeur
- 1956 : Rira bien (He Laughed Last) de Blake Edwards : Big Dan's Hood
- 1956 : Cet homme est armé (en) (The Man Is Armed) de Franklin Adreon : Lew 'Mitch' Mitchell
- 1957 : Spring Reunion (en) de Robert Pirosh : Jim
- 1957 : Quand la bête hurle (Monkey on My Back) d'André de Toth : Art Winch
- 1957 : Le Début de la fin (Beginning of the End) de Bert Gordon : Cpl. Mathias
- 1957 : Rendez-vous avec une ombre (The Midnight Story) de Joseph Pevney : Pool player
- 1958 : La Fusée de l'épouvante (It! The Terror from Beyond Space) d'Edward Cahn : Bob Finelli
- 1960 : I'll Give My Life (en) de William Claxton : Cpl. Burr
- 1960 : L'Inconnu de Las Vegas (Ocean's Eleven) de Lewis Milestone: 'Curly' Steffens
- 1961 : Le troisième homme était une femme (Ada) de Daniel Mann : Alabama Man

## Filmographie sélective en tant que réalisateur
- 1964 : Mike and the Mermaid
- 1965 : Winter A-Go-Go (en)
- 1969 : Impasse (en)
- 1982 : The American Adventure